# Scorpiops farkaci
Espèce
Synonymes
- Scorpiops dentidactylus Lourenço & Pham, 2015
- Vietscorpiops dentidactylus (Lourenço & Pham, 2015)

Scorpiops farkaci est une espèce de scorpions de la famille des Scorpiopidae.

## Distribution
Cette espèce se rencontre en Thaïlande et au Viêt Nam,.

## Description
Le mâle holotype mesure 24,8 mm, les mâles mesurent de 24,8 à 32,5 mm et les femelles de 27,3 à 36,6 mm.

## Systématique et taxinomie
Scorpiops dentidactylus a été placée en synonymie par Kovařík, Lowe, Stockmann et Šťáhlavský en 2020.

## Étymologie
Cette espèce est nommée en l'honneur de Jan Farkač.

## Publication originale
- Kovařík, 1993 : « Two new species of the genus Scorpiops (Arachnida: Scorpiones: Vaejovidae) from south-east Asia. » Acta Societatis Zoologicae Bohemicae, vol. 57, p. 109-115 (texte intégral).